# Bastelicaccia
Bastelicaccia (korziško Bastilicaccia) je naselje in občina v francoskem departmaju Corse-du-Sud regije - otoka Korzika. Leta 2006 je naselje imelo 3.157 prebivalcev.

## Geografija
Kraj leži na zahodni strani otoka Korzike 11 km vzhodno od središča Ajaccia.

## Uprava
Občina Bastelicaccia skupaj s sosednjimi občinami Afa, Alata, Appietto in Villanova ter delom Ajaccia sestavlja kanton Ajaccio-7; slednji se nahaja v okrožju Ajaccio.